# Пирліца (Унгенський район)
Пирліца (рум. Pîrlița) — село в Унгенському районі Молдови. Адміністративний центр однойменної комуни, до складу якої також входить село Хрістофоровка.

## Населення
За даними перепису населення 2004 року у селі проживали 4474 особи.
Національний склад населення села:
| Національність       | Кількість осіб | Відсоток   |
| -------------------- | -------------- | ---------- |
| молдавани румуни     | 3526 34        | 78,8% 0,8% |
| українці             | 741            | 16,6%      |
| росіяни              | 121            | 2,7%       |
| цигани               | 34             | 0,8%       |
| гагаузи              | 2              | < 0,1%     |
| болгари              | 2              | < 0,1%     |
| євреї                | 1              | < 0,1%     |
| інша / без відповіді | 13             | 0,3%       |
| Всього               | 4474           | 100%       |

## Історія
Під час Другої світової війни тут розташовувався передова авіабаза головної бази військового аеродрому Бєльц у Сінгуренах 55-ІАП.